# Tillmann Reinbeck
Tillmann Reinbeck (* 20. Jahrhundert) ist ein deutscher Hochschullehrer und Gitarrist.

## Leben
Geboren und aufgewachsen in Deutschland, begann Reinbeck im Alter von acht Jahren mit dem Gitarrenspiel. Seine musikalische Ausbildung erhielt er u. a. bei Luis Martin Diego und Raman Michael Hampel an der Staatlichen Hochschule für Musik in Trossingen sowie bei Jose Tomás in Alicante. Im Jahr 2003 schloss er sein Konzertexamen bei Olaf Van Gonnissen an der Musikhochschule in Hamburg mit Auszeichnung ab. Zur Ergänzung seiner künstlerischen Ausbildung nahm er an Meisterkursen bei Manuel Barrueco, Thomas Müller-Pering und dem Lautenisten Rolf Lislevand teil.
1997 erhielt er den ersten Preis beim Internationalen Gitarrenwettbewerb in Zarautz/San Sebastian, was den Beginn seiner Karriere als Konzertgitarrist markierte. Als Musiker hat sich Reinbeck sowohl als Solist als auch in verschiedenen Kammermusikbesetzungen und als Liedbegleiter einen Namen gemacht. Seine Konzertauftritte führten ihn u. a. nach Spanien, Mexiko, China und Südkorea. Er konzertierte beim Curso internacional de guitarra in Madrid, dem Festival de guitarra in Zarautz und dem 20. Festival de Cultura de Zacatecas in Mexiko 2006. Er unternahm Tourneen mit einem Gitarrentrio (1995) und dem Arteson Duo (2003) in Asien.
2002 veröffentlichte er die CD Invocacion y Danza mit Werken von Antonio José, Manuel de Falla, Joaquin Rodrigo und Isaac Albéniz bei Acoustic Music Records. Seit 2005 unterrichtet er als Dozent für Gitarre an der Staatlichen Hochschule für Musik und Darstellende Kunst Stuttgart sowie an der Staatlichen Hochschule für Musik Trossingen. Reinbeck ist seit 2009 Mitglied des Aleph Gitarrenquartetts.